# Château de Jagua
Le château de Jagua est un musée forteresse militaire du XVIIIe siècle de la ville de Cienfuegos à Cuba. 

## Historique

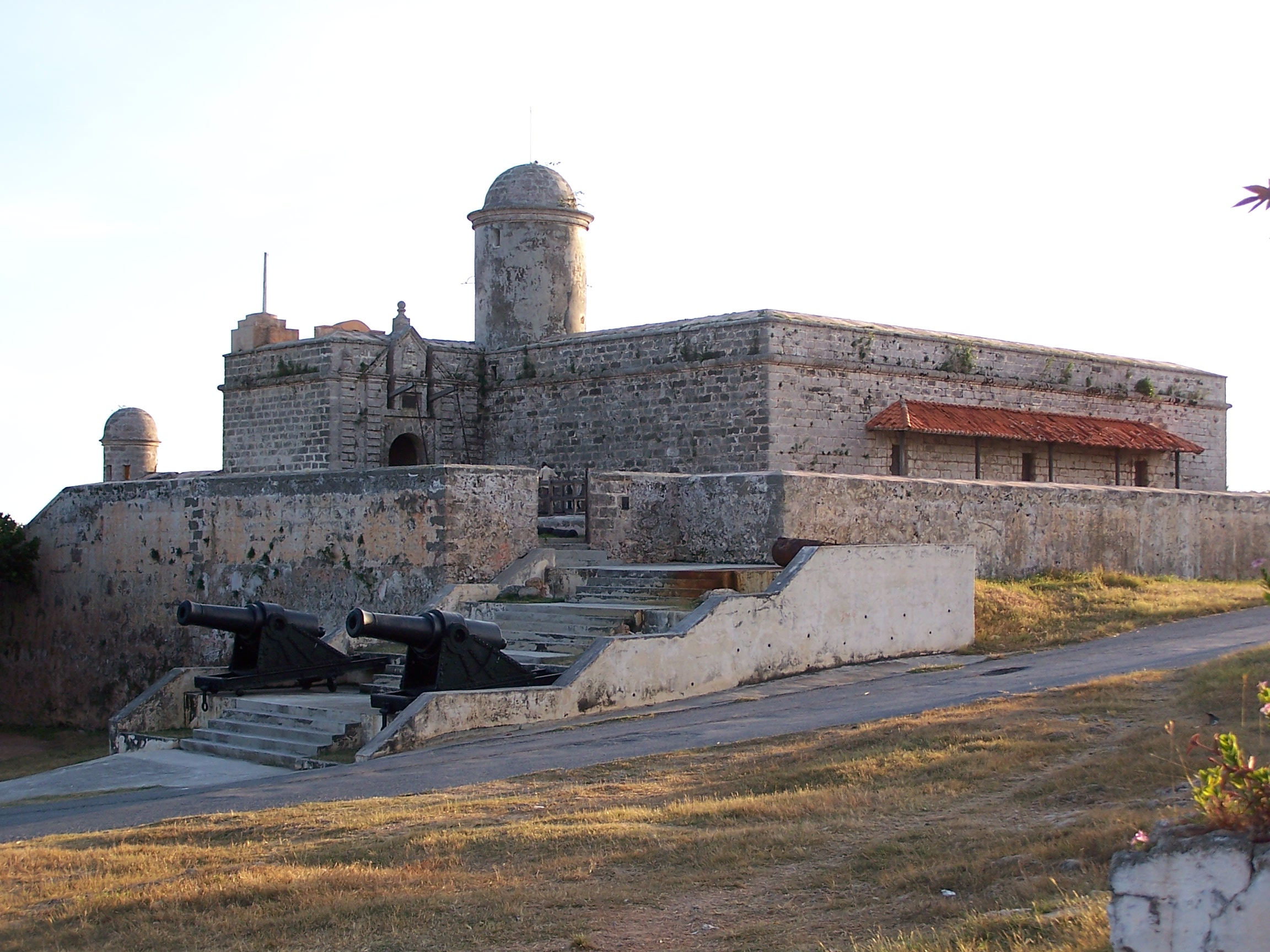

C'est la troisième forteresse militaire de Cuba édifiée par le roi Philippe V d'Espagne pour combattre pirates des caraïbes et boucaniers. Elle se situe dans le canal d'entrée de la baie de Cienfuegos. Sa construction se termine en 1745 et est inaugurée sous le nom de « Château de Notre Dame des Anges de Jagua ». 

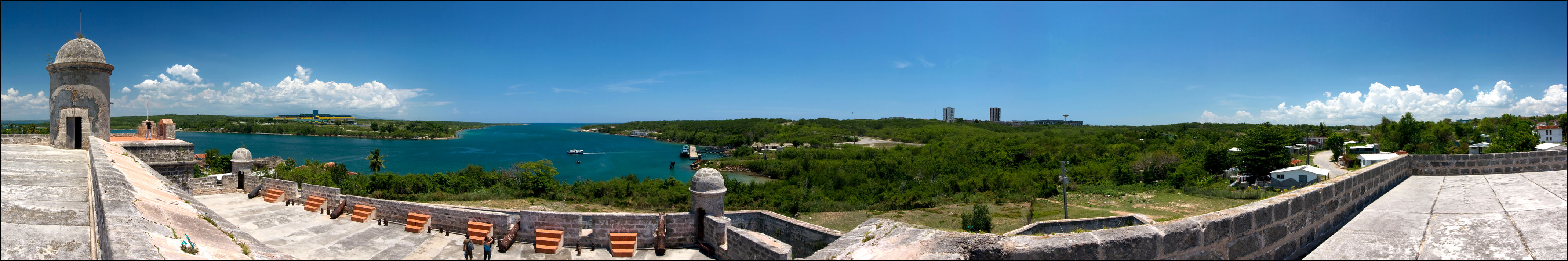
Vue panoramique depuis les remparts de la forteresse.

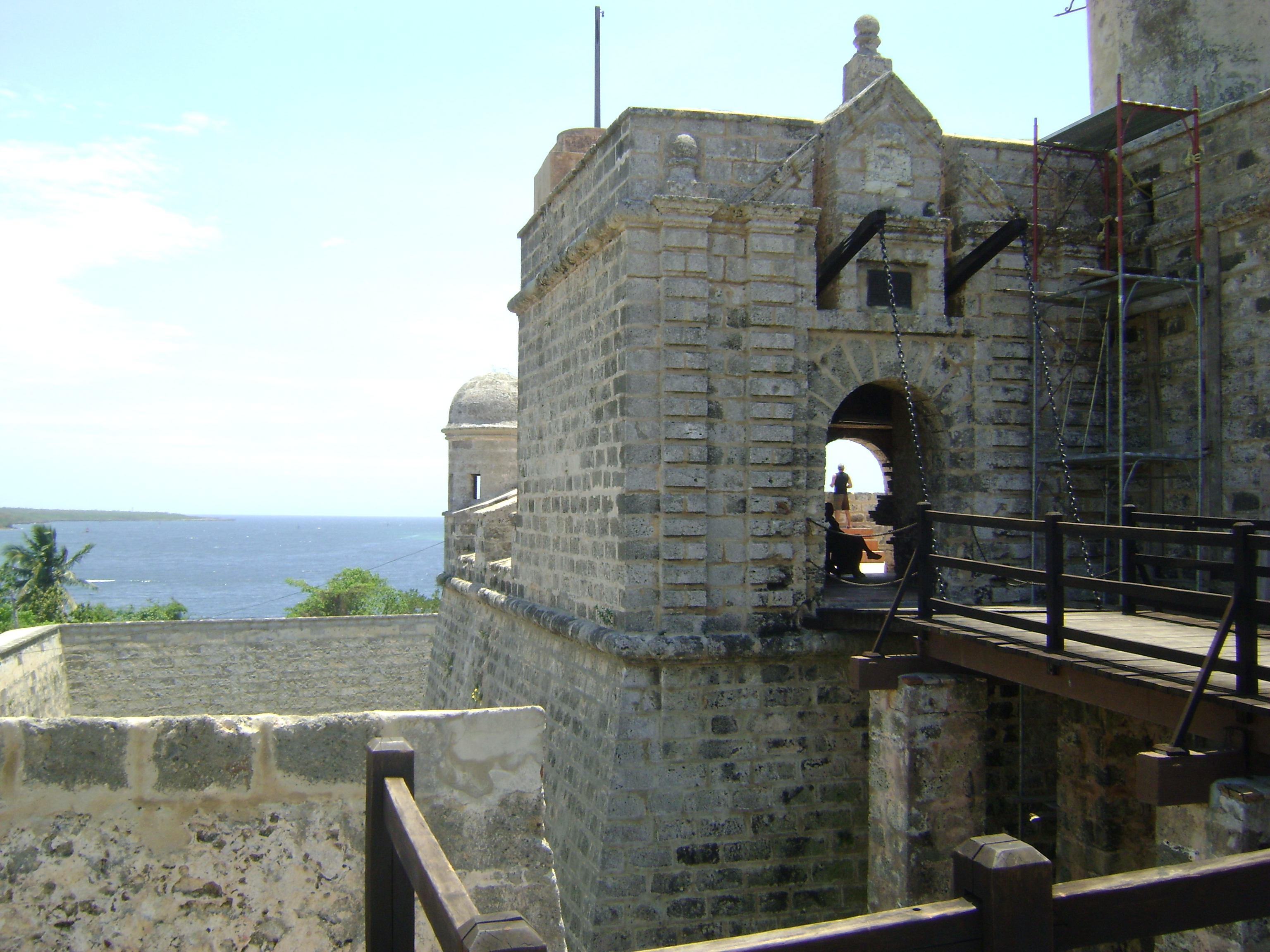
Entrée du château.

Sa cinquième restauration depuis 1745 a débuté en janvier 2010.
Ce monument est déclaré Monument National de Cuba le 10 octobre 1978.